# Maximilian Sax
Maximilian „Max“ Sax (* 22. November 1992 in Baden) ist ein österreichischer Fußballspieler auf der Position eines Stürmers.

## Karriere

### Jugend
Sax begann seine aktive Karriere als Fußballspieler im April 1999 in seinem Heimatort Pfaffstätten im Bezirk Baden, wo er als Sechsjähriger im Nachwuchs des unterklassigen 1. SC Pfaffstätten aufgenommen wurde. Dort durchlief er verschiedene Jugendspielklassen und wurde von 2003 bis 2005 an den größeren, jedoch ebenfalls noch unterklassigen, ASV Baden in die Bezirkshauptstadt Baden abgegeben. Durch seine guten Leistungen, die er dort an den Tag legte, wurde der damalige VfB Admira Wacker Mödling auf das junge Nachwuchstalent aufmerksam. Als Zwölfjähriger wechselte Sax schließlich Anfang des Jahres 2005 noch als Kooperationsspieler in die Jugendabteilung der Admira.
Nach nur kurzer Zeit in den Jugendteams des Vereins wurde der junge Stürmer an der vereinseigenen Akademie, die zu einer der besten des Landes zählt, aufgenommen. Nach dem sportlichen wie auch finanziellen Abstieg der Admira bis in die Regionalliga begann Richard Trenkwalder, der bis dato Präsident des ASK Schwadorf war, sich für die Admira vor allem finanziell zu engagieren. Er betrieb die Umbenennung seiner in der Ersten Liga spielenden Schwadorfer in FC Trenkwalder Admira und die Verlegung des Vereinssitzes von Schwadorf nach Mödling. Hauptgrund hierfür war die „Rettung“ der Admira-Akademie, in der zu diesem Zeitpunkt auch bereits Sax aktiv war. Die im rechtlichen Sinne eigentliche Admira wurde ebenfalls umbenannt und spielte ab der Spielzeit 2008/09 in der Regionalliga Ost unter dem Namen Trenkwalder Admira Kampfmannschaft II weiter.
Nachdem er sich durch die verschiedenen von Toto gesponserten Jugendligen gespielt hatte, nahm Sax ab der Saison 2009/10 am Spielbetrieb der TOTO-U-19-Jugendliga teil. In der Saison 2009/10 absolvierte der 1,79 m große Stürmer für das U-19-Team neun Meisterschaftsspiele, in denen er achtmal zum Torerfolg kam.

### Verein
Zu seinem Debüt für das Profiteam kam der 17-Jährige bereits in den Vorbereitungsspielen der Admira im Anfang des Jahres 2010, nachdem er erst Mitte Jänner 2010 den Sprung ins Profiteam geschafft hatte. Im Trainingslager im türkischen Belek wurde Sax am 10. Februar 2010 erstmals in der Profimannschaft eingesetzt. Beim 1:1-Testspielremis gegen Oțelul Galați aus Rumänien wurde er in der 70. Spielminute für den Torschützen Vladimír Janočko eingewechselt. Weitere Einsätze in Testspielen gegen Universitatea Cluj, den HB Køge, den MFK Petržalka, den ASC Götzendorf und den TSV Hartberg folgten.
Zu seinem Profiligadebüt kam der gebürtigen Badner am 6. März 2010 beim 0:0-Heimremis gegen den FC Wacker Innsbruck, als er in der 88. Spielminute ein weiteres Mal für Janočko aufs Feld kam. Nachdem er auch eine Woche später gegen den FC Gratkorn zum Einsatz gekommen war, wurde er als jüngster eingesetzter Spieler von der Bundesliga zum Benjamin der Runde gewählt. Nur kurz nach seinen ersten beiden Profieinsätzen verlängerte Sax seine Vertragslaufzeit  mit dem FC Admira Wacker Mödling auf weitere drei Jahre bis 2013. Nach der Wahl zum „Benjamin der 20. Runde“ wurde ihm in Runde 23 erneut diese Auszeichnung zuteil.
Neben den Ligaeinsätzen war der Stürmer auch noch im ÖFB-Cup der Saison 2009/10 aktiv, in dem er mit seiner Mannschaft im Viertelfinale gegen den Bundesligisten SK Sturm Graz mit 0:1 in der Verlängerung verlor. Nach zahlreichen Spielern wie Daniel Drescher, Christopher Dibon, Richard Windbichler oder Marco Sahanek ist Sax ein weiteres Talent, dass den Sprung von der Akademie in den Profibereich schaffte und sich dort rasch etablieren konnte.
Zu den neun Spielen und acht Toren in der U-19-Mannschaft kamen sieben Einsätze und ein Tor in der Regionalliga sowie fünf torlose Kurzeinsätze in der zweitklassigen Ersten Liga. 2010/11 brachte es der Mittelstürmer auf 16 Regionalligaeinsätze, in denen er vier Tore erzielte; in der Aufstiegssaison der Profis brachte er es auf lediglich vier Kurzeinsätze. In der nachfolgenden Spielzeit 2011/12 musste der Schüler in seiner Fußballkarriere kürzertreten. Lediglich sieben torlose Einsätze konnte der Jungspund in dieser Saison verzeichnen. Die Spielzeit 2012/13 war für Sax persönlich sehr erfolgreich. Bei den Admira Juniors war er mit Abstand der torgefährlichste Spieler und brachte es auf 16 Treffer, darunter zwei Hattricks, in 22 absolvierten Ligaspielen. Zudem wurde er auch zwölfmal in der Bundesliga eingesetzt und erzielte am 15. Dezember 2012 bei der 1:3-Auswärtsniederlage gegen Wacker Innsbruck einen Treffer.
Zur Saison 2018/19 wechselte er zum Ligakonkurrenten FK Austria Wien, bei dem er einen bis Juni 2022 laufenden Vertrag erhielt. Für die Austria kam er in zweieinhalb Jahren zu 45 Bundesligaeinsätzen. Im Februar 2021 kehrte er leihweise zur Admira zurück. Bis zum Ende der Leihe kam er verletzungsbedingt allerdings nur zu vier Einsätzen. Nach dem Ende der Leihe kehrte er zur Saison 2021/22 zur Austria zurück, wo er allerdings in den Kader der Zweitligamannschaft eingegliedert wurde. Nach vier Spielzeiten in Wien verließ er den Klub nach seinem Vertragsende nach der Saison 2021/22.
Nach einem halben Jahr ohne Klub wechselte Sax im Jänner 2023 zum Regionalligisten 1. Wiener Neustädter SC.

### Nationalmannschaft
Sax machte bereits Bekanntschaft mit der österreichischen U-17-Nationalmannschaft, für die er in einem Spiel auch einen Treffer erzielte. Beim freundschaftlichen Länderspiel gegen die U-17-Auswahl der Slowakei im Juni 2009 erzielte Sax nur eine Minute nach dem 2:1-Anschlusstreffer der Slowaken das Tor zur 3:1-Führung für Österreich; das Spiel in Bruck an der Leitha endete in einem 4:1-Sieg. Seit 2009 ist er Teil der österreichischen U-18-Auswahl, für die er erstmals im September 2009 von Trainer Hermann Stadler für ein Freundschaftsspiel gegen die Schweizer Alterskollegen einberufen wurde. Im Spiel gegen die Schweizer U-18 wurde der Stürmer in der 58. Spielminute für den SK-Rapid-Wien-Nachwuchsspieler Daniel Luxbacher eingewechselt; das Auswärtsspiel endete in einer 1:2-Niederlage.
Nachdem er zuvor von U-19-Nationaltrainer Hermann Stadler in den Kader der österreichischen U-19-Auswahl berufen worden war, gab Sax sein Teamdebüt in einem Freundschaftsspiel gegen die Alterskollegen aus Russland. Im Spiel in Bad Vöslau, das in einem 1:1-Remis endete, kam er zur Halbzeitpause für Julian Erhart auf den Rasen. Bei der U-19-Nationalmannschaft Österreichs sollte Sax auf längere Sicht vermehrt zum Einsatz kommen. So wurde er am 24. August 2010 von Stadler vor dem Qualifikationsstart zur U-19-Fußball-Europameisterschaft 2011 für einen letzten Test gegen Griechenland Anfang September in den U-19-Kader Österreichs berufen. 2010 kam er auf insgesamt zwei Länderspieleinsätze für die U-19-Auswahl; dies waren auch seine beiden letzten Einsätze in einer österreichischen Jugendnationalmannschaft.
Im September 2017 wurde Sax als Ersatz für den verletzten Marcel Sabitzer erstmals in den Kader der A-Nationalmannschaft berufen.

## Erfolge
- Meister der Ersten Liga: 2010/11